# 鄧育昆
鄧育昆（1946年10月15日—2011年7月4日），台灣編劇，曾獲得金馬獎最佳編劇。

## 生平
鄧育昆1946年10月15日生於昆明，在屏東眷村長大。1965年就讀屏東高中時，曾在台灣省全省國語文競賽決賽作文組、台灣省政府教育廳五十三學年度中等以上學校學生文藝創作比賽徵稿獲獎。其後，他入國立臺灣大學哲學系攻讀，但並未畢業。
1971年，他進入影劇界發展，寫出第一部電影劇本《落鷹峽》；1976年，他以《梅花》獲金馬獎最佳編劇；1979年再度以《皇天土》獲中山文藝獎肯定。他於電視圈亦有貢獻，曾編寫1974年、1993年兩代《包青天》劇本，栽培弟弟鄧育慶成為導演，亦與製作人郝孝祖有師徒之誼。
他性情火爆，酒後失控消息數次見報，亦曾與警察衝突鬧上法院。1974年與演員金玫結婚，1988年離婚，後於1996至1997年間與哈爾濱模特兒張瑋有一段短暫婚姻。1999年他與演員劉雪華再婚，2008年遷居上海，2011年於上海寓所意外墜樓身亡。

## 編劇作品

### 電視劇
- 1972年中視閩南語連續劇《英雄膽》。
- 1974年華視國語連續劇《包青天》。
- 1976年《少林十戒》（40集）。
- 1975年《張三丰》（40集）。
- 1976年《武當弟子》（40集）。
- 1978年《手足情深》。
- 1983年《玉女神笛》。
- 1983年華視國語連續劇《煙雨江南》。
- 1983年《江南遊龍》。
- 1984年台視《江湖夜雨十年燈》。
- 1985年華視《鐵劍蘭花鷹》。
- 1986年華視《花月正春風》。
- 1988年華視國語連續劇《八千里路雲和月》。
- 1986年華視《碧海青天夜夜心》。
- 1987年台視國語連續劇《玫瑰人生》。
- 1986年台視《金粉世家》。
- 1991年台視《小俠龍旋風》。
- 1991年《草莽英雄》。
- 1993年中視八點檔連續劇《戲說慈禧》。
- 1993年華視八點檔連續劇《包青天》，撰寫《真假狀元》、《鍘包勉》、《天下第一莊》、《孝子章洛》、《乞丐王孫》五單元。
- 1994年《包青天》（TVB、亞視）。
- 1995年華視八點檔連續劇《三國英雄傳》。
- 1997年《保鑣》，撰寫《翡翠娃娃》單元。
- 2001年中視八點檔連續劇《笨小孩》。
- 2002年華視八點檔連續劇《煙雨江南》。
- 2006年《白玉堂傳奇》（又名《江湖夜雨十年燈》）。

### 電影
- 1971年《事事如意》，與張法鶴合作。
- 1971年《落鷹峽（英语：The Ammunition Hunters）》，與張法鶴合作。
- 1971年《白屋之戀》。
- 1971年《真假千金》，與張法鶴合作。
- 1973年《愛的世界》。
- 1976年《梅花》。
- 1976年《秋纏 （页面存档备份，存于）》
- 1977年《刺客》。
- 1978年《黃埔軍魂》。
- 1979年《皇天土》。
- 1986年《暗夜》。
- 2006年《雲水謠》，改寫劇本台灣部分。

## 獲獎經歷
- 1976年以《梅花》獲金馬獎最佳編劇。
- 1979年以《皇天后土》劇本獲中山文藝獎、中華民國編劇協會最佳電影編劇魁星獎，並再度入圍金馬獎最佳編劇。
- 2001年以《煙雨江南》入圍金鐘獎最佳編劇。

## 外部連結
- 鄧育昆在互联网电影资料库（IMDb）上的資料（英文）（英文）
- 鄧育昆在香港影庫上的簡介
- 鄧育昆在时光网上的簡介（简体中文）
- 玫瑰人生-Youtube （页面存档备份，存于）